# 克利爾菲爾德 (愛荷華州)
克利爾菲爾德（英語：Clearfield）是一個位於美國愛荷華州靈戈爾德縣和泰勒縣的城市。

## 地理
克利爾菲爾德的座標為40°48′00″N 94°28′35″W / 40.80000°N 94.47639°W，而該地的平均海拔高度為385米（即1263英尺）。

## 人口
根據2010年美國人口普查的數據，克利爾菲爾德的面積為3.26平方千米，當中陸地面積為3.26平方千米，而水域面積為0.00平方千米。當地共有人口363人，而人口密度為每平方千米111人。